# Fosfomycin
Fosfomycin ist ein Arzneistoff (Antibiotikum), der in der Humanmedizin bei schweren bakteriellen Infektionen eingesetzt wird. Fosfomycin wurde 1970 in Alicante (Spanien) aus Streptomyceten isoliert und ist bisher das einzige verfügbare Epoxid-Antibiotikum.

## Anwendung
Fosfomycin steht in Form des Natriumsalzes zur intravenösen Anwendung zur Verfügung. Die nicht über den Darm gehende (parenterale) Applikationsform ist zur Behandlung von schweren, akuten und chronischen Infektionen indiziert, wenn diese durch fosfomycinempfindliche Erreger verursacht werden. Fosfomycin ist insbesondere dann indiziert, wenn Penicilline und Cephalosporine nicht gegeben werden können bzw. deren Wirksamkeit auf Grund der Lokalisation der Infektion und der Empfindlichkeit der Erreger nicht ausreicht. Fosfomycin wird in der Regel im Rahmen einer Kombinationstherapie, insbesondere bei der Behandlung multiresistenter Keime, verabreicht.
In Form des besser resorbierbaren Salzes Fosfomycin-Trometamol gibt es auch ein Granulat, welches zur peroralen Anwendung einer unkomplizierten Harnwegsinfektion der Frau zugelassen ist (Eindosisbehandlung; Resorption etwa 40 %). In der aktuellen S3-Leitlinie zur Behandlung von unkomplizierten Harnwegsinfektionen wird es aufgrund der günstigen Resistenzlage als Mittel der ersten Wahl zur Behandlung der unkomplizierten Zystitis empfohlen.

## Wirksamkeit/Wirkspektrum
Durch Störung der Mureinsynthese in der Zellwand der Bakterien wirkt es bakterizid. Es besitzt eine gute Wirksamkeit gegen folgende Bakterien:
- Gramnegative
  - Haemophilus influenzae
  - Escherichia coli (inkl. ESBL)
  - Citrobacter
  - einige Proteus-Arten

- Grampositive
  - Staphylokokken (inkl. MRSA)
  - Streptokokken (S. pyogenes, S. pneumoniae)

### Wirkmechanismus
Fosfomycin ist ein Epoxid-Antibiotikum. Es ist ein irreversibler Hemmstoff des Enzyms MurA (UDP-N-Acetylglucosamin-enolpyruvyl-transferase). MurA katalysiert den ersten Schritt der Mureinbiosynthese: den Transfer einer Enolpyruvyleinheit aus Phosphoenolpyruvat (PEP) an UDP-N-Acetylglucosamin (UNAG). Die Produkte der Reaktion sind Enolpyruvyl-UDP-N-Acetylglucosamin und Phosphat.
Fosfomycin alkyliert die Thiolgruppe einer Cystein-Seitenkette (Cys-115, Nummerierung von E. coli MurA), die eine wichtige Rolle in der Katalyse besitzt.
Fosfomycin kann nur in Anwesenheit von Glucose-6-phosphat in die Bakterienzelle aufgenommen werden, setzt also Zelluntergänge im Zielgewebe voraus. In vitro muss G6P zugesetzt werden.

## Resistenz
Die meisten Indol-positiven Proteus-Stämme sind resistent gegen Fosfomycin.
Gegen Bacteroides-Arten ist der Wirkstoff unwirksam.

## Anwendungsgebiete

### Indikationen
Das Medikament wird bei bakteriellen Infektionen angewendet, die durch fosfomycinempfindliche Keime hervorgerufen wurden.
Diese können eine Osteomyelitis, eine Meningitis, eine Harnwegsentzündung, eine Atemwegsentzündung, eine Entzündung der Haut und Weichteile, Infektion der Gallenwege, eine Sepsis, eine Endokarditis oder oto-rhino-laryngologische und ophthalmologische Infektionen sein. Vorbeugend wird es perioperativ zusammen mit Metronidazol eingesetzt. In dieser Kombination zeigt es eine ähnliche Wirksamkeit wie Doxycyclin, Ampicillin oder Cephalotin. Fosfomycin wird bei systemischen Infektionen in etwa der Hälfte der Fälle als empirische Therapie intravenös verabreicht, noch bevor der Erreger bekannt ist.

### Synergismus
Sofern eine Kombination mit anderen Antibiotika medizinisch indiziert ist, wird die Verwendung mit einem anderen bakterizid wirkenden Antibiotikum empfohlen. In-vitro-Untersuchungen zeigen, dass durch die Kombination von Fosfomycin mit β-Lactam-Antibiotika, z. B. Penicillin, Ampicillin, Cefazolin, Carbapeneme, in der Regel additive bis synergistische Effekte erzielt werden. Kombinationen mit Substanzen, die gegen Staphylokokken wirksam sind (Linezolid, Quinupristin/Dalfopristin, Moxifloxacin), wirken ebenfalls synergistisch. Die Kombination von Fosfomycin und Oritavancin hat sich als synergistisch gegen Vancomycin-resistente Enterokokken (sowohl vanA als auch vanB) erwiesen.

### Antibiofilmische Aktivität
Fosfomycin wird häufig zur Behandlung von Infektionen im Zusammenhang mit Prothesen und implantierten medizinischen Geräten eingesetzt und zeichnet sich besonders durch seine wirksame Aktivität gegen Biofilme aus – vor allem im Rahmen von Kombinationstherapien.
In einem experimentellen Tiermodell einer MRSA-Infektion im Umfeld eines Fremdkörpers zeigte die Kombination Fosfomycin und Rifampicin eine Heilungsrate von 83 %, die alle anderen untersuchten Kombinationen übertraf.
Auch klinische Daten bestätigen das therapeutische Potenzial: In einer Auswertung von 365 Patient mit Osteomyelitis oder gelenkassoziierten Infektionen wurde unter einer intravenösen Fosfomycin-basierten Kombinationstherapie eine Erfolgsrate von 82 % erreicht.

## Anwendungsbeschränkung
- Dosisreduktion bei eingeschränkter Nierenleistung
- Dosisanpassung bei älteren Patienten mit Hilfe der Kreatinin-Clearance
- Kontrolle der Serumelektrolyte (insbesondere bei Patienten mit Herzinsuffizienz, Ödemneigung oder sekundärem Hyperaldosteronismus) aufgrund der erhöhten Natriumzufuhr (14,5 mmol/g Fosfomycin). Die erhöhte Natriumzufuhr kann über eine Erhöhung der Kaliumausscheidung auch Kaliumverluste verursachen (s. Hypokaliämie).

## Nebenwirkungen
Das Medikament ist im Tierversuch gut verträglich. Die Nebenwirkungsrate ist gering. Nebenwirkungen treten insbesondere im Bereich des Gastrointestinaltraktes auf.
Gelegentlich werden Exantheme, akute Überempfindlichkeitsreaktionen, Erbrechen, Appetitlosigkeit, Diarrhoe, Phlebitis, Geschmacksirritationen, passagere Erhöhung der Leberwerte, Luftnot, Kopfschmerzen, Schwindel, Müdigkeit, Hypernatriämie, Hypokaliämie genannt.
In Einzelfällen kam es zu Sehstörungen.

## Handelsnamen
Monopräparate
- zur parenteralen Anwendung: Infectofos (D), Fosfomycin Sandoz (A)
- zur oralen Anwendung: Monuril (D, A, CH), Fosfuro (D), Generika (D)